# ナビット
ナビットはアートディンクより発売されたシミュレーションゲーム。
プラットフォームはプレイステーション。1998年9月3日発売。

## 概要
マスターピースのPCゲーム『トラフィックコンフュージョン』を元に、アートディンクが移植開発した交通渋滞解消ゲームである。
プレイヤーは交通管制官となり信号機や制限速度、標識、駐車場の管理などを行い交通渋滞を解消し、交通管制大臣を目指す。マップをクリアするごとにポイントをもらい、そのポイントに応じて昇進していく。僅かながら深夜枠でテレビCMが放送された。尚、ゲーム中に声でサポートしてくれるアシスタント役は声優の夏樹リオが演じている。
ゲーム内容の詳細はwindows版、『トラフィック・コンフュージョンII』の項目も参照。

## システム
- 信号機のタイミングを調整し、車をいかにうまくさばくかが重要。
- オービスを設置しスピード違反の取締りをすることが可能。
- 上記スピード違反の取り締まりは、資金の調達としても大変有効。